# DeLorean Alpha5
El DeLorean Alpha5 es un próximo concepto de automóvil deportivo eléctrico con batería diseñado por Italdesign Giugiaro para la estadounidense DeLorean Motor Company. Pasará de 0 a 97 km/h, en 2,99 segundos, de 0 a 142 km/h, en aproximadamente 4,35 segundos y tiene una velocidad máxima proyectada de 249 km/h. 

## Descripción general
El Alpha5 se reveló el 29 de mayo de 2022.  
El Alpha5 recuerda a su predecesor con su ventana trasera con persianas y puertas en forma de alas de gaviota .  Está diseñado por Italdesign. Ofrece una franja de luz de ancho completo en la parte trasera y el logotipo de DeLorean también está iluminado.  Si bien no se ha anunciado públicamente ninguna fábrica de DeLorean, la compañía afirmó que solo se podrían fabricar 9.531 unidades del Alpha5, solo una más de las que DMC construyó con el DeLorean original; sin embargo, en marzo de 2023, la producción estimada se redujo a la mitad a aproximadamente 4.000 unidades.  CNET estima un precio de alrededor de 125.000 dólares,  sin embargo la empresa no anunció ninguna indicación de precio. El primer concept car se presentó el 29 de agosto de 2022.  en Pebble Beach, CA, durante la Semana del Automóvil.